# Porte du Chaume
Porte du Chaume (tj. Došková brána) byla brána v Paříži, která byla součástí městských hradeb.

## Umístění
Nacházela se v prostoru domu č. 54 na Rue des Archives u křižovatky s ulicemi Rue des Francs-Bourgeois a Rue Rambuteau ve 4. obvodu.

## Historie
Brána byla jednou z pěti bran v městských hradbách, které nechal na pravém břehu Seiny ve 13. století prorazit Filip IV. Sličný. Nacházela se mezi Porte du Temple a Poterne Barbette na konci tehdejší Rue du Chaume, která byla posléze včleněná do Rue des Archives. Během prací v letech 2013–2015 v Rue Rambuteau byla na silnici a chodníku vyznačena pozice starých hradeb Filipa II. Augusta.
Tak jako mnoho jiných bran hradeb Filipa II. Augusta, které bránily pohybu uvnitř Paříže, byla i tato zbořena za vlády Františka I. ve 30. letech 16. století. Na plánu města z roku 1530 se brána vyskytuje, zatímco na plánu z roku 1552 již neexistuje.